# 멘탈 (드라마)
멘탈(MƎNTAL:)은 2009년 5월 26일부터 8월 14일까지 FOX에서 방영된 드라마이다.

## 캐스트
- 크리스 밴스 - Jack Gallagher
- 애나벨라 시오라 - Nora Skoff
- 데릭 웹스터 - Carl Belle
- 재클린 매켄지 - Veronica Hayden-Jones
- 마리사 라미레즈 - Chloë Artis
- 니콜라스 곤잘레스 - Arturo Suarez
- 서맨사 에거 - Margo Stroud
- 매디슨 메이슨 - James Stroud
- 어맨다 도그 - Becky Gallagher